# Ovogônia
As ovogónias ou ovogônias são as células que existem, a determinada altura da vida das fêmeas dos animais, nos ovários.
Estas células, aumentando de número por mitose, durante a fase da multiplicação da ovogénese, e devido ao aumento de volume por acumulação de substancias de reserva, levam a que se formem células de grandes dimensões, os ovócitos I (ovócitos de 1ª ordem, ovócitos I ou ovócitos de 1ª ordem), durante a fase crescimento da ovogénese.
Nos seres humanos e nos restantes mamíferos, tanto as fases de multiplicação como de crescimento da ovogénese (ovogénese, ovogênese ou ovogênese), dão-se durante a vida intra-uterina dos indivíduos do sexo feminino.